# 慕尼黑圣斯特凡教堂

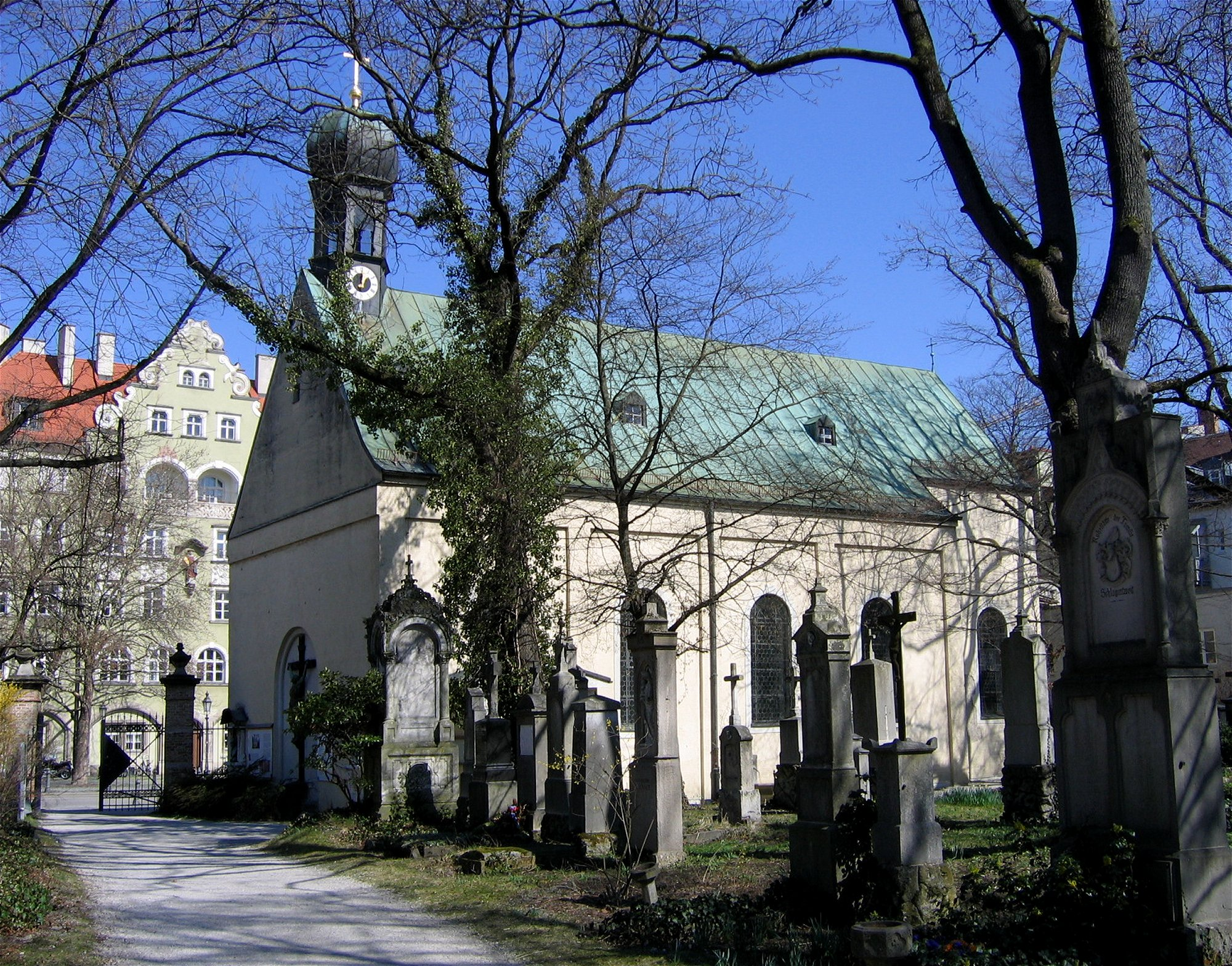
慕尼黑圣斯特凡教堂

圣斯特凡教堂位于德国慕尼黑，曾是老南部陵园中的一座公墓教堂。该教堂是附属于慕尼黑的一座堂区教堂圣伯多禄堂的小圣堂。
圣斯特凡教堂是一座早期巴洛克建筑，朝东而建，建筑师为格奥尔格·茨韦格（Georg Zwerger），修建于1674-1677年间。